# Joseph Zimmerman
Joseph James Zimmerman junior (1912 – 1 kwietnia 2004 w Milwaukee), wynalazca amerykański.
Jego najbardziej znanym wynalazkiem był prototyp telefonicznej automatycznej sekretarki, opracowany w 1948 i opatentowany rok później. Skonstruowane przez niego urządzenie unosiło słuchawkę, odtwarzało nagraną informację oraz umożliwiało pozostawienie własnej, 30-sekundowej odpowiedzi.
Był także twórcą innych wynalazków.